# George Thomas Michael O’Brien

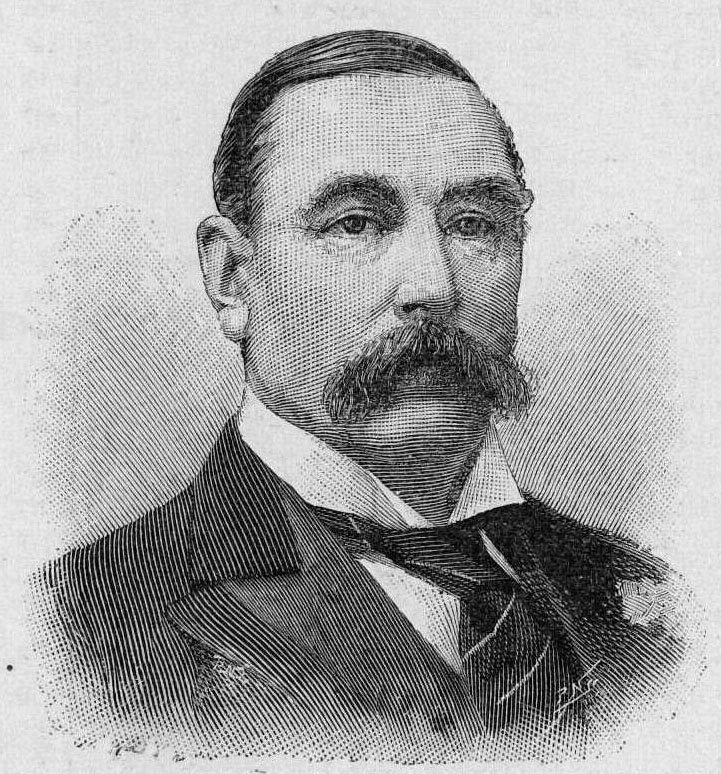
George Thomas Michael O’Brien (1897)

Sir George Thomas Michael O’Brien, KCMG (* 5. November 1844; † 12. April 1906) war ein britischer Kolonialbeamter, der unter anderem zwischen 1897 und 1901 Gouverneur von Fidschi war.

## Leben
George Thomas Michael O’Brien war der Sohn des Geistlichen der Church of Ireland Thomas O’Brien, der von 1872 bis zu dessen Tode 1874 Bischof von Ossory, Ferns and Leighlin war. fand nach seinem Eintritt in den kolonialen Verwaltungsdienst (Colonial Administrative Service) zahlreiche Verwendungen und war unter anderem zwischen dem 6. August 1886 und dem 18. Oktober 1890 erst Schatzmeister (Treasurer) sowie im Anschluss vom 18. Oktober 1890 bis zum 31. Juli 1891 Oberster Rechnungsprüfer (Accountant General and Controller of Revenue) der Kronkolonie Britisch-Ceylon. Für seine dortigen Verdienste wurde er 1890 zum Companion des Order of St Michael and St George (CMG) ernannt. 
1891 übernahm er den Posten als Kolonialsekretär des Hochkommissariats Zypern und bekleidete diesen bis 1892. Daraufhin fungierte er von 1892 bis 1895 als Kolonialsekretär der Kronkolonie Hongkong und wurde für seine dortigen Verdienste am 26. Mai 1894 als Knight Commander des Order of St Michael and St George (KCMG) geadelt, so dass er fortan das Prädikat „Sir“ führte.
Im März 1897 wurde Sir George O’Brien als Nachfolger von Sir John Bates Thurston Gouverneur von Fidschi und bekleidete diesen Posten bis zu seiner Abberufung 1901, woraufhin William Allardyce zunächst kommissarischer Gouverneur wurde und Sir Henry Moore Jackson ihn formell am 10. September 1902 als Gouverneur ablöste. Daneben war er in Personalunion zwischen März 1897 und 1901 Hoher Kommissar für den Westpazifik. Des Weiteren bekleidete er auch noch zwischen März 1897 und 1901 das Amt des Kolonialsekretärs der Kronkolonie Fidschi. Er wurde im Juni 1901 nach einem Konflikt mit der neuseeländischen Regierung unter Premierminister Richard Seddon über eine geplante Föderation von Fidschi und Neuseeland abberufen. Die O’Brien Road (柯布連道) im Wan Chai District von Hongkong wurde nach ihm benannt.